# GAUZE (バンド)
GAUZE（ガーゼ）は、日本のハードコア・パンクバンドである。1981年9月結成。2022年11月解散。自主企画「消毒GIG」をはじめとするライブを中心とした音楽活動は、1990年代以降まで日本のパンクバンドの活動スタイルに大きな影響を与えた。1980年代半ばにはサンフランシスコのファンジン、『マクシマム・ロックンロール』を通じて国外のパンクシーンにも紹介され、日本独自のハードコア・サウンドを代表するバンドの一つとして知られるようになる。公式アルバムは6枚と、40年以上に及ぶキャリアに比して少ないが、いずれもロングセラーを続けている。

## 解散時メンバー
- フグ（ボーカル）
- シン（ベース）元チフス
- モモリン（ギター）元・江戸ッ子というバンドでドラムを担当。84年の春に一時期脱退するが、秋に復帰。
- ヒコ（ドラム） 1988年10月加入

### 元メンバー
- ザジ（ボーカル）ソドム
- ヒロ（ドラム）HIDEMALと共にビデオ「ハードロックの女」に出演。1984年12月に脱退。1st「FUCK HEADS」にはヘルプで参加している。
- イチロー（ドラム）85年6月加入。後にザ・コブラツイスターズで活躍。
- HIDEMAL（ギター）女性ギタリスト。1984年、一時期脱退したモモリンの代わりに加入。「ハードロックの女」に出演。故人。

## 経歴
ベースのシンが1980年秋に元あぶらだこのイズミらと結成したバンド「チフス」は、ギターのタムの参加後、1981年に自主企画「法定伝染GIG」シリーズを開始し、ザ・スターリンらとライブ活動を行うが、メンバーの音楽的方向性の違いから当時ボーカルを務めていたイズミが脱退。2代目ボーカルの田波ケンが加入するが結局メンバーが固定しないまま1981年7月に解散する。
シンはモモリンとGAUZEを結成してUKハードコア・スタイルを志向、1981年11月1日に消毒GIG Vol.1でライブ活動を開始。フグが加入する前はザジ(ソドムVo)が初代ボーカルだったことがBURST Vol.20の「ADK」同窓座談会に書かれている。 最初の音源リリースはパンク・ニューウェイヴ専門誌『Doll』が運営するCITY ROCKER RECORDSからの2枚のオムニバス・アルバム。1982年5月に発表のオムニバス『CITY ROCKERS』ではニュー・ウェイヴ色の強いバンドである、ISOLATION/RADICAL/NURSERY RHYMEとの組合せであったが、1983年のライブ・オムニバス『OUTSIDER』では、G.I.S.M.、THE COMES、LAUGHIN' NOSEとの4バンドでHARD "METAL" COREサイドを構成。1980年代前半からメタルの要素を色濃く取り入れた日本独自のハードコアの展開を予見する音源となった。CITY ROCKER RECORDSは新たにハードコア専門のドグマ・レコードを設立しG.I.S.M.とTHE COMESのアルバムをリリースするが、GAUZEはこのレーベルからの音源は出していない。
バークレーのカレッジラジオ局のパンク番組『マクシマム・ロックンロール』(MRR)が1982年に創刊した同名誌は、全米の他、世界各地のパンクシーン紹介とその音源レビューのコーナーを通じて世界のハードコア・シーンに影響力を持つ様になった。日本のハードコア・シーンも1983年12月から、当初は『Doll』等への取材から始まり、東京のバンドで活動していたロジャー・アームストロング(Roger Armstrong)のレポートにより、コンスタントに紹介されるようになった。よりメタル色の強いG.I.S.M.やエクセキュートがまず注目されるが、1985年7月、タムの個人レーベルADKレコードからリリースされたGAUZE1stアルバム『FUCK HEADS』や1986年3月のSelfish Recordsからの2ndアルバム『EQUALIZING DISTORT』も、MRR代表のティム・ヨハナン(Tim Yohannan)、パンク・アーティストのパスヘッド (Pushead)などのレビュアーから好意的に評される。
GAUZEの2ndアルバム『EQUALIZING DISTORT』を皮切りにリリースされた諸作品により、Selfish Recordsは日本のハードコア・パンクを代表するレーベルとして知名度を上げた。GAUZE、Lip Cream(元THE COMES)、OUTO、GASTUNK、GHOUL、エクセキュートとのコンピレーション・アルバム『A FAREWELL TO ARMS』はドイツのNuclear Blast Recordsが翌年再リリース。Lip Cream、SYSTEMATIC DEATH、OUTOとのコンピレーション・アルバム『THRASH TIL DEATH』はパスヘッドの自主レーベルとの共同リリースとなり、パスヘッドは、スケートボード誌『スラッシャー』の担当コラムで『THRASH TIL DEATH』を紹介した。
1989年にはイギリスでカオスUKとヨーロッパツアーを行い、そのライブ音源が翌年の1990年にリリースされたサードアルバム『限界は何処だ』のCD/LPに「ライブ・イン・スコットランド」として収録（LPの場合A面がスタジオ収録、B面がライブ録音）。アメリカ・ツアーは、MRRレビュアーだったケン・サンダーソン (Ken Sanderson) が設立したレーベル、プランク・レコード(Prank Records)の一周年企画として1996年に実現した。
1997年4月1日に4thアルバム『面を洗って出直して来い』のリリースに加え廃盤となっていた先行の3枚のアルバムがXXXレコードからデジタルリマスターされ再発。その4作のCDには各アルバムジャケットを小さくリサイズしたステッカーが封入。これらの自主制作盤の音源は10年以上に渡りプレミアム無しで入手できる程に流通している。1980年代から2000年代に至るまで、ストップ・アンド・ゴーのメリハリを基調とする初期ハードコア・パンクの原型を離れること無く追求したGAUZE独自の速くて重いサウンドが一貫している。同時に英語を含む歌詞は極端に減ってきており、近作のアルバムに収録されている曲では完全に日本語の歌詞となっている。
1990年代途中から、ギターとベースはキーを一つ下げたダウン・チューニングの状態で曲が作曲・演奏されるようになったのに伴い、3rdアルバムまでの曲は原曲に比べてキーを一つ下げた状態で演奏されている。アメリカ・ツアーの際に録音された7インチEPでも同様になっている。
2007年12月5日に発売された10年振り5thアルバム『貧乏ゆすりのリズムに乗って』が歌詞カードがブックレットとなり読みやすい大きな活字となったことを除けば（前4作はLPジャケットサイズに合わせ歌詞をライナーノーツに印字していた為、CDになるとフォントがリサイズされ、かなり小さかった）先行作品からスタイルの点で目立った変化は無い。
2010年5月23日の公式サイトの発表によるとメンバーの病気の為、大阪単独GIGは急遽中止になり、それと共にメンバーの病気が回復する迄、活動を休止する事が発表。メンバーの病気回復に伴い、2010年9月9日に公式サイトが更新、GAUZE復活を意味するライブ日程が発表された。
2020年10月24日に新宿K's cinemaでthe 原爆オナニーズの「JUST ANOTHER」公開。GAUZEは消毒GIG Vol.173(2019/08/31 at 新宿ANTIKNOCK)の時の「栄枯盛衰」を提供。
2020年12月29日にプロバイダGYAO!Webスペースサービス提供終了に付き2021年1月28日15時を以て公式サイトが表示出来なくなる事を発表の上、閉鎖後はTwitterにて情報発信予定していく旨が公式サイトで発表。2021年1月12日にGAUZE OfficialとしてTwitterで発信開始。
2022年11月26日、新宿ANTIKNOCKに於いて告知は一切無し、完全招待者のみのラストライブを開催。解散の理由はVoのFUGUが体調不良（関節リウマチ発症）で、シンがこれ以上GAUZEを続けるのは無理と判断したからである。当ラストライブを以てGAUZEは41年の長い歴史に幕を降ろした。翌27日の0時にGAUZEの解散をTwitterで発表した。

## ライブ活動
消毒GIGは、GAUZEの音楽活動の基盤となるハードコア・ライブの自主企画である。同じ価値観を共有するバンドの音楽イベントであり、若手のバンドが出演する場合でもメインと前座といった関係ではない。つまり、消毒GIGであってもGAUZEが最後に出演、という決まりは無く、最初に出演する場合もたまにあり、同じバンドが繰り返し出演することもしばしばある。1980年代の後半は、メタル色強めのDEATH SIDE、USハードコアの影響の強いLip Creamや横浜のSYSTEMATIC DEATH（2008年2月から再結成）、大阪のS.O.BやOUTO等、1990年代はアメリカにも同行したASSFORTが頻繁に消毒GIGに出演した。同じくベテラン・ハードコアバンドである名古屋のThe 原爆オナニーズは1990年代後半以降にしばしば出演している。
特別のイベントとしては、8週年、10周年、12周年、Vol.100、20周年（名古屋、大阪、東京）、2007年の年末に発売された「貧乏ゆすりのリズムに乗って」に合わせたVol.142、2010年のVol.151、大阪といった単独GIG(2010/05/23のオフィシャルの発表に依るとメンバーの病気の為、大阪単独は急遽中止になり、それと共にメンバーの病気が回復する迄、活動を休止する事がオフィシャルで発表された。そして活動再開後2011/08/20に再度Vol.154としてGIGが敢行された)、2019年の消毒GIG Vol.174、消毒GIG Vol.175や、全国から多数のバンドが出演した1986年の消毒GIG 3 Days全国ハードコアパンク選抜大会等がある。1980年代には「消毒ツアー」も行なわれたが、長期に亘るものはない。単発の場合は東京以外でのライブも消毒GIGである。消毒GIG以外は、他のバンドやライブハウス等の自主企画ライブにも参加している。
マスコミ媒体への露出が非常に少ないバンドであるが、DISCHARGEの来日公演(1991年)にはフロントアクトとして出演した際はノーカットでスペースシャワーTVで放送され、2002年開催のThe 原爆オナニーズの20周年ファイナル時は、一緒に出演したGAUZEのライブ映像の一部がMUSIC ON! TVで放映。来日外国バンドとは、カオスUKの1985年、1998年2回の共演のほか、1990年代以降では再結成後のディスチャージ・1991年、アメリカのセブン・セカンズ（7 Seconds）・1997年、カナダのD.O.A.・2001年などのベテランと共演している。
GAUZEのライブを基盤とする音楽活動は、レコードの発売に合わせてライブやツアーを行ないメディアに露出して発言するようなメジャー・インディーズを問わず一般的なバンドの活動スタイルとは一線を画している。1980年代後半のインディーズ・ブーム期には、同じパンクシーン出身のLAUGHIN' NOSEらいわゆるインディーズ御三家に距離を置き、自らをハードコアと規定するバンドが目立ったが、「インディーズ」がレコード・リリースを当然の前提としての分類であることへの違和感の表明とも見ることが出来る。但し、ライブ告知以外の情報提供が少なく、ライブ会場での暴力の様な噂ばかりが伝えられる事に依り、音楽自体の持つ攻撃性と相俟ってハードコア・シーン全体に近寄り難いイメージが存在したことも事実であり、この事が「閉鎖性」と批判的に表現される場合もある。しかし、実際はGAUZEのライブ会場での暴力沙汰はまず起こらない。それはライブ告知をしている媒体や場所が限られている（告知はTwitter・THE JAP HARDCOREPUNK HOMEPAGEが確認されている）ので、暴れることが目的のミーハーな客が来にくいということ、客の年齢層が10代から60代と多岐に渡っており、年長者からライブに於けるマナーが伝播しているものと考えられる。

## ディスコグラフィー

### シングル・アルバム
1. FUCK HEADS（1985年6月）ADK 12" LP(ADK-22A、廃盤、前半5曲は「顔面」、後半5曲は「尻面」に収録。)/(1997年10月10日) XXX CD(XXX-08、Remastered、CDの裏ジャケットはオリジナルLP裏ジャケットのコピーのため、縦横比の違いの関係で一部の写真が消えてしまっている。)
  1. POWER
  2. FUCK HEAD
  3. SHOT
  4. CORETIC
  5. ONE LAST KISS
  6. LOVE SONG
  7. GHOSTLIKE CRIME
  8. ノイローゼ
  9. 酔狂
  10. GO
2. EQUALIZING DISTORT（1986年3月）Selfish 12" LP(BEL-12002、廃盤)/CD(BELCD-12002、廃盤) (1997年10月10日) XXX CD(XXX-09、Remastered)
  1. PRESSING ON
  2. CRASH THE POSE
  3. THRASH THRASH THRASH
  4. 勝手にさらせ
  5. FACT AND CRIMINAL
  6. パッパッパ
  7. LOW CHARGE
  8. ABSINTH TRIP
  9. DISTORT JAPAN
  10. 言いなり～CHILDREN FUCK OFF
3. 限界は何処だ（1990年10月）Selfish 12" LP(BEL-12040、廃盤)/CD(BELCD-12040、廃盤) (1997年10月10日) XXX CD(XXX-10、Remastered)
  1. 山深雪未溶
  2. 己
  3. 聾桟敷
  4. 一触即発
  5. 小細工無用
  6. ふんだくる だけなら誰にでも出来る 汚い 臭い 手前らクソ爺に 四の五の言われ 銭を取られるのは真っ平御免だ
  7. 人非人
  8. ゴム紐どうだ
  9. 逃れの街
  10. 死人に口無し
  11. 出したくないが、出ちまった
  12. PRESSING ON
  13. ふんだくる だけなら誰にでも出来る 汚い 臭い 手前らクソ爺に 四の五の言われ 銭を取られるのは真っ平御免だ
  14. 死人に口無し
  15. CRASH THE POSE
  16. 言いなり
  17. 一触即発(11-17 LIVE IN SCOTLAND 1989 AUGUST)
4. GAUZE（1997年3月）Prank 7"EP(PRANK-09、廃盤。最初の5曲はキーを1つ下げての再録音。)
  1. 山深雪未溶(2番の「話は聞けても真理は解せず」の部分で歌詞をど忘れしたのかVo.部が無音になっている。)　
  2. LOW CHARGE　
  3. PRESSING ON
  4. 死人に口無し　
  5. 人非人　
  6. 歯を喰いしばれ（アルバム収録版とは異なり「しばれ」は平仮名表記。また歌詞も若干異なり、1番から3番まで同じ歌詞の繰り返しとなっている。）
5. 面を洗って出直して来い（1997年4月1日）XXX 12" LP(XXX-12-03、廃盤)/ CD（XXX-04、少なくとも初版のCD盤面には「来い」ではなく「こい」と誤表記されている。）
  1. 栄枯盛衰（冒頭に10秒間の無音部有。）
  2. 面を洗って出直して来い
  3. ワッショイ
  4. 歯を喰い縛れ
  5. 口を閉ざした臆病者
  6. 金返せ
  7. 一言物申す
  8. エッサホイサッサ
  9. 負け惜しみ
  10. 最後のお願い（オレンジ共済組合事件の某服役囚を題材とした曲だが、実在人物名の使用は問題があるためか、冒頭のウグイス嬢のナレーションでは「ともべ たくお」という架空の人名を使っている。）
6. 貧乏ゆすりのリズムに乗って（2007年12月5日）XXX CD(XXX-42) (2008年7月) Prank 12" LP(PRANK-100、 廃盤)
  1. 39℃
  2. 出稼ぎ船
  3. すっぱい匂い
  4. しょんべん横丁
  5. 大きなサツマイモ
  6. 開かずの踏切
  7. メシ喰え
  8. 愛しき不器用者
  9. みっともない
  10. 貧乏ゆすりのリズムに乗って

2017/11/29に今迄限定で発売されて廃盤となっていた「FUCK HEADS」「EQUALIZING DISTORT」「限界は何処だ」「面を洗って出直して来い」「貧乏ゆすりのリズムに乗って」のLPがXXX RECORDSよりカラーVINYL LPとして再発予定のアナウンスが各レコードショップより発表された。
しかし、印刷の不備が発売前の2017/11/27に判明し、2017/12/20に発売が延期された。そして、2017/12/20に正式発売されたがRecord Shopでは前日にフライング販売を行う所が非常に多かった。LPは、全種類赤のカラーVINAL仕様。
1. 言いたかねえけど目糞鼻糞（2021年07月22日）CD(XXX47) LP(2022/02/16に発売 XXX-12-47。LPはBlack Vinalで初めから帯は無い。中身はジャケットとほぼ同サイズで黄色っぽい色のフォトインサートカードと、歌詞カードが封入されている。)
  1. ムラカミという男
  2. 他人の褌
  3. エソラゴトーユー
  4. そんな事
  5. 首から看板ぶら下げて
  6. 3時のあなた
  7. 雑巾絞り
  8. 金玉握って
  9. だったら何でもいいじゃねえか
  10. 言いたかねえけど目糞鼻糞

2021/07/06 21時にTwitter上でGAUZEの新譜「言いたかねえけど目糞鼻糞」が2021/07/22に発売される事がツイートされた。発売元はXXX Records。
尚、アナログ盤は2021年秋を予定していたが、2022/01/05 21時にTwitter上で2022/02/16に発売される事がアナウンスされた。
1. CITY ROCKERS（1982年5月）CITY ROCKER 12" LP(CR-00C、廃盤)
  1. ドラッグ・アディクト
  2. Oi
  3. うさぎ
  4. 戦場
  5. 消毒液
  6. インポテンツ・キッズ
  7. 笑え
  8. アンチ・マシーン
  9. 農薬～
  10. ～中性子爆弾
2. OUTSIDER（1983年）CITY ROCKER 12" LP (HARD"METAL"CORE SIDE)(CR-00D、廃盤)
  1. FUCK'en SISTER
  2. アンチ・マシーン
  3. CHILDREN FUCK OFF
  4. ディスパレード
3. A FAREWELL TO ARMS（1986年4月25日）Selfish 12" LP(BEL-12003、廃盤) (1987年) Nuclear Blast(廃盤)
10. 言いなり
11. パッパッパ
12. Shot
13. Pressing On
4. THRASH TIL DEATH（1986年9月）Selfish 12" LP(BEL-12010、廃盤)/CD(廃盤) (1987年) Pusmort(廃盤)
11.こら！こら！無茶すんなよな！
12.当たって砕けろ
13.Passion Fashion
14.ネジ
15.出したくないが、出ちまった
5. 消毒GIG　全日本HARD CORE PUNK選抜大会 (1987年6月) Selfish 12" LP ライブアルバム(BEL-12018-L、廃盤)
15.CRASH THE POSE
16.ABSINTH TRIP
6. RECORD SHOP BASE 22周年記念GIG 限定7inchシングル(2020/02/23)  2020/02/23に新代田Feverで行われたLiveの時に入場者に配布された引き替え券を後日Record Shop BASEに持って行くと貰える限定7インチシングル。GAUZE/DUDMAN/EIEFITS/NK6のLIVEを収録。
1.言いなり (2017/12/16の大阪十三ファンダンコでのライブ音源)
7. SAVE THE VOICE 2CD's (2021年3月19日) MCR COMPANY (品番 ACV-001 発売元 All Chaos Volunteers 2400枚限定)
1.一触即発～2.人非人～3.ふんだくる　だけなら誰にでも出来る　汚い　臭い　手前らクソ爺に　四の五の言われ　銭を取られるのは真っ平御免だ～4.聾桟敷～5.小細工無用
(「限界は何処だ」からの未発表テイク) (CDには1.一触即発の表記のみだが、実際には5曲を曲間無しで収録)

## ライブでのみ披露された楽曲（スタジオ音源未発表）
- D.D.T.
- DESTRUCTION (ライブビデオ 天国注射の昼（1983年）(廃盤)に収録。(東映ビデオ))
- FUCK'en SISTER (OUTSIDER(廃盤)に収録、ライブ盤)
- ディスパレード (OUTSIDER(廃盤)に収録、ライブ盤)
- HAPPY LIFE
- いらだつ
- 獣以下
- ケツをまくるな
- 使い捨て
- なんぼのもんじゃい
- 箸にも棒にも
- 曲名不明 (FUCK ON THE BEACH presents "FUCK ON THE BEACH結成15周年GIG"(2011/05/21 at 新宿ANTIKNOCK)で演奏された曲だが、コーラス部分の「日本は絶対死にません」という曲名では無い事はメンバーさんからちゃんと聞いてます。)
- 浜のミサンガ(アカペラVer)  JUNKIE SLIP Presents 消毒GIG 石巻編(2012/06/09 at 石巻プレナホールミヤギ)及び、消毒GIG 特別編 "本物5時間ライブ"(2012/10/27 at 高田馬場AREA)で演奏
- 反り返る
- 歯ぎしり
- 火を消せ
- 将軍
- EAT AND RICH（？）
- YOU ARE FUCKER（？）
- ダッチ・ワイフ（？）
- ･･･etc.

- (「ちょっとの雨なら我慢」＝戦場の歌詞に入っているので削除、その他も只の歌詞の一部が入っているだけで曲名では無いので削除。

例を挙げると「残ったものはベッドの髪の毛」＝ABSINTH TRIP、「ほら象さん、頑張って」＝エッサホイサッサ)
- 尚、203.133.131.127のIPアドレスが足した曲名は全く確認が取れず、理由としてウィキの方も、IPアドレス203.133.131.127を荒らしと認定してブロックしている為、曲名を削除しました。

## ビデオ・映画
1. 回転禁止の青春シリーズ　ライヴ・イン・日比谷野音　天国注射の昼（1983年）(廃盤)
  1. DESTRUCTION
  2. 中性子爆弾
  3. 消毒液
2. 映画「ちょっとの雨ならがまん」安田潤司監督(1984年) 1983年新宿JAMスタジオ「エモーショナルマーケット」ライブ映像、目黒鹿鳴館 消毒GIGライブ映像、シン、HIRO(Dr/当時)、HIDEMARU(Gt/当時)のインタビュー映像が挿入されている。映画のタイトルはGAUZEの戦場の歌詞より付けられ映画のエンドテーマとして流れている。
3. ACC ROCK'N PA LIVE VIDEO SERIES GAUZE GIG（1986年）(廃盤)
  1. PRESSING ON　
  2. 当たって砕けろ
  3. ABSINTH TRIP
  4. SHOT
  5. FACT AND CRIMINAL
  6. FUCK HEAD
  7. パッパッパ
  8. Low Charge
  9. GO
  10. THRASH THRASH THRASH
  11. 勝手にさらせ
  12. CORETIC
  13. DISTORT JAPAN
  14. 言いなり
  15. CHILDREN FUCK OFF
4. LIVE VIDEO D.D.D.9･24　HARD CORE SCENE FROM SATURDAY NIGHT LIVE SPECIAL（1991年）(廃盤)
1990年9月24日に京大西部講堂でのライブを収録。共演はDEEP THROAT、NIGHTMARE、DANCE MACABLE、LIP CREAM。
  1. 山深雪未溶
  2. 己
  3. 当たって砕けろ
  4. 人非人
  5. Low Charge
  6. スカンク・テロリズム
  7. 聾桟敷
  8. FACT AND CRIMINAL
  9. 一触即発
  10. 死人に口無し
  11. 小細工無用
  12. SHOT
  13. 逃れの街
  14. ゴム紐どうだ
  15. CORETIC
  16. CRASH THE POSE
  17. 勝手にさらせ
  18. 言いなり
  19. 出したくないが、出ちまった
5. ハードロックの女（AVビデオ､SB-15、1983～1984年?）(廃盤) 
ヒロとその恋人HIDEMALが主演。二人のカラミ有。
GAUZEはスタジオライブのシーンで「戦場」含む4曲を披露。
『CITY ROCKERS』の曲も使用されている。

## 文献
- 行川和彦『パンク・ロック/ハードコア史』2007年（リットーミュージック）